# Sophia van Minsk
Sophia van Minsk (ca. 1141 – 5 mei 1198) was koningin-gemaal van Denemarken van 1157 tot 1182. In sommige teksten wordt ze ook weleens Sophia van Polotsk genoemd.

## Biografie
Sophia was een dochter van Volodar Gļebovič (ca. 1115 - na 1186) en Rikissa van Polen, weduwe van Magnus van Zweden. Zij was een halfzus van Knoet V van Denemarken. Rikissa trouwde in haar derde huwelijk met Sverker I van Zweden. Sophia volgde haar moeder naar Zweden en werd opgevoed aan het hof van Sverker. Sverker en Rikissa steunden Knoet in de strijd om de Deense troon.
Om de banden met Knoets bondgenoot Waldemar I van Denemarken te versterken werd Sophia met hem verloofd in 1154. Ze was toen nog te jong om te trouwen, dat zou pas in 1157 gebeuren. Omdat Sophia en haar ouders geen bezit in Denemarken hadden, kreeg Sophia een deel van het land van Knoet als bruidsschat.
Na de dood van Waldemar hertrouwde Sophia ca. 1184 met Lodewijk III van Thüringen, die daarvoor zijn eerste vrouw Margaretha van Kleef verstootte op grond van bloedverwantschap. Hij verbrak het huwelijk weer in 1187, toen hij deel wilde nemen aan de Derde Kruistocht. Sophia keerde terug naar Denemarken en overleed in 1198, ze werd begraven in de Mariakerk (tegenwoordig de Benedictuskerk) in Ringsted. Lodewijk bezweek in 1190 aan een ziekte, aan boord van een schip onderweg van het Heilige Land naar Cyprus.

## Nakomelingen
Sophia en Waldemar I van Denemarken kregen de volgende kinderen:
- Sophia van Denemarken (1159-1208), gehuwd met Siegfried III van Weimar-Orlamünde;
- Knoet VI van Denemarken (1162-1202);
- Margarete (ovl. ca. 1188), non in het Mariaklooster te Roskilde;
- Maria (ovl. ca. 1188), non in het Mariaklooster te Roskilde;
- Waldemar II (1170-1241);
- Ingeborg van Denemarken (1180 of 1174 -1237), gehuwd met Filips II van Frankrijk;
- Helena (ca. 1180 - 1223), gehuwd met Willem van Lüneburg (1184-1213);
- Rikissa van Denemarken (ovl. 1220), gehuwd met Erik X van Zweden.

Sophia en haar tweede echtgenoot Lodewijk III van Thüringen kregen geen kinderen.
- Gemeinsame Normdatei: 1147496994
- Virtual International Authority File: 8423151248012044270002